# John William Casilear
John William Casilear, né le 25 juin 1811 et mort le 17 août 1893, est un peintre paysagiste et graveur américain de la Hudson River School.

## Biographie
Casilear naît à New York. Il apprend les rudiments de son art sous la tutelle du graveur new-yorkais Peter Maverick dans les années 1820, puis devient élève d'Asher Durand, qui, à l'époque, travaille lui-même comme graveur. Casilear et Durand se lient d'amitié et exercent leur métier dans le New York des années 1830 où, dès 1832, Casilear a fondé un atelier de gravure de billets de banque en association avec son frère George.
Au milieu des années 1830, Durand commence à s'intéresser à la peinture de paysage sous l'influence de son ami le peintre Thomas Cole. Il communique à son tour cet intérêt à Casilear. Dès 1840, l'enthousiasme de ce dernier est tel qu'il décide d'accompagner Durand, John Frederick Kensett et le peintre Thomas P. Rossiter dans un tour d'Europe, au cours duquel esquisses et visites de musées confirment à tous ces jeunes artistes leur passion commune pour la peinture.

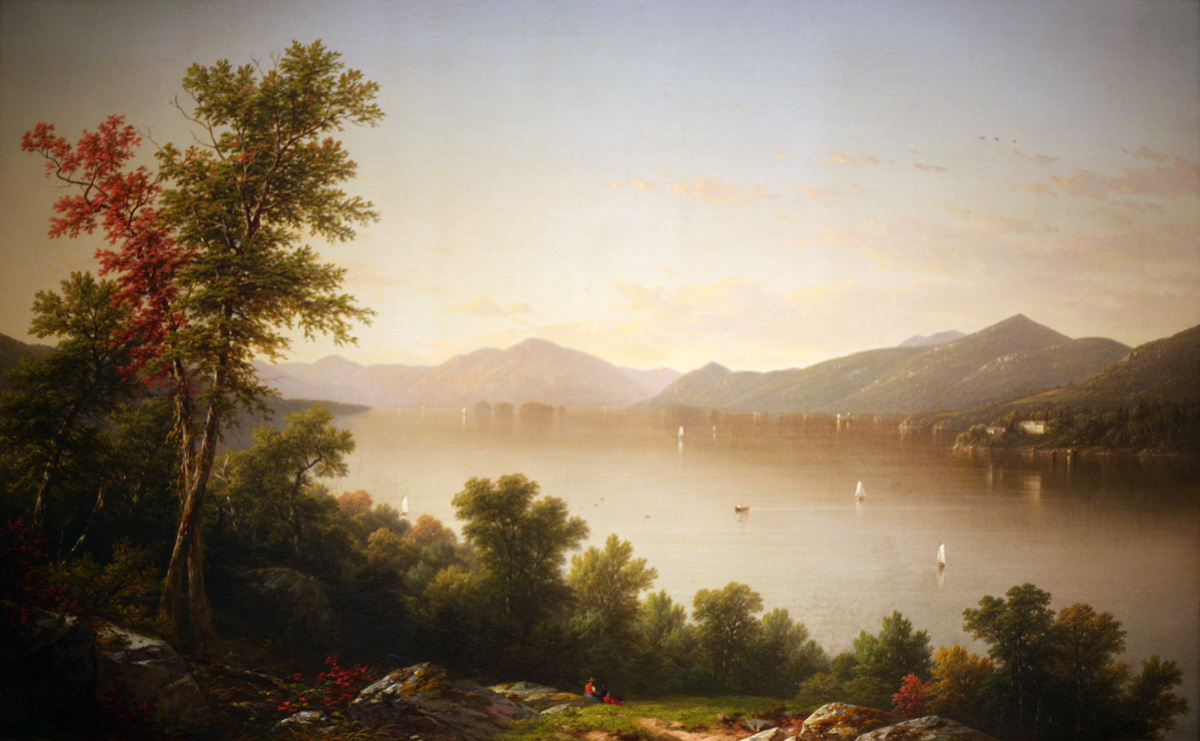
Le Lac George, 1857,
Brooklyn Museum, Brooklyn.

Casilear s'oriente bientôt vers le paysage, adoptant ce style caractéristique de ce que les critiques appelèrent plus tard la Hudson River School, l'école des peintres du fleuve Hudson. Au milieu des années 1850, il abandonne la gravure pour se consacrer entièrement à la peinture. En 1851, il est élu membre à part entière de l'Académie nationale de dessin (National Academy of Design), dont il était membre associé depuis 1831. Ses œuvres y sont régulièrement exposées pendant plus de cinquante ans.

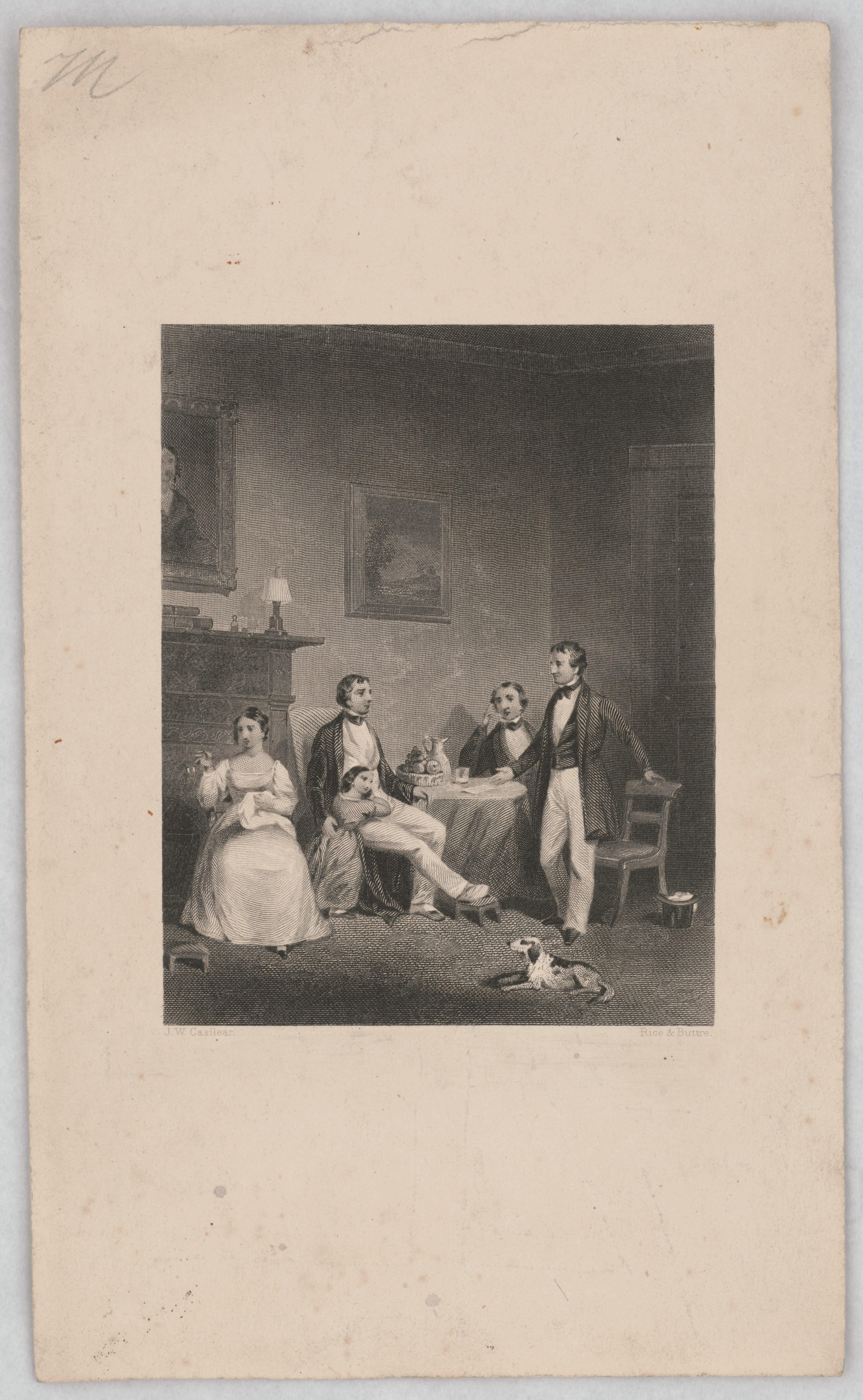
Scène de famille, gravure.
Bibliothèque du Congrès, Washington, D.C.

En 1867, il épouse Helen M. Howard à Tamworth, New Hampshire. Il eut un fils, John W. Casilear Jr. (c.1867-1939).
Il meurt à Saratoga Springs, dans l'État de New York, en 1893.

## Conservation de ses œuvres
Le Metropolitan Museum of Art de  New York, la National Gallery of Art de Washington DC, et Ringwood Manor (Ringwood, New Jersey) possèdent une partie de ses œuvres dans leurs collections.